# Fernando Ribeiro
Pour les articles homonymes, voir Ribeiro.
Fernando Ribeiro, né le 26 août 1974 à Lisbonne, est un chanteur portugais, membre du groupe de metal Moonspell, dont il est également parolier.

## Biographie
Il suit des études de philosophie à l'université de Lisbonne.
En 1989, il forme le groupe Morbid God qui changera de nom en 1992 pour devenir Moonspell.
En 2001, Fernando Ribeiro publie un recueil de poèmes intitulé Como Escavar um Abismo. En 2004, il publie As Feridas Essenciais (Les Blessures essentielles). En mai 2007, le troisième recueil s'intitule Diálogo de Vultos.
Il a également traduit en portugais une biographie en bande dessinée de Howard Phillips Lovecraft.
Il rédige la chronique The Eternal Spectator du magazine de metal LOUD!.